# Coliseum at Richfield
El Coliseum at Richfield, también conocido como Richfield Coliseum , fue un pabellón multiusos situado en el Municipio de Richfield, a mitad de camino entre las ciudades de Cleveland y Akron, en Ohio. Tenía una capacidad para 20 273 espectadores en el baloncesto y 18 544 en hockey sobre hielo, y fue inaugurado en 1974. Fue la sede de los Cleveland Cavaliers de la NBA entre 1974 y 1994.

## Historia
El pabellón abrió sus puertas en 1974, reemplazando en su momento al entonces desfasado Cleveland Arena, que tenía una capacidad para poco menos de 10 000 espectadores. La nueva infraestructura fue una de las primeras de su categoría en ofrecer palcos de lujo.
Se construyó al norte del Condado de Summit, cerca de la confluencia de la Interestatal 77 y la 271, con el fin de dar servicio a los más de 5 millones de personas residentes en las dos ciudades más importantes de la zona.

## Eventos

### Eventos deportivos
El 24 de marzo de 1975 albergó el combate de boxeo entre Muhammad Ali y Chuck Wepner, que inspiró en parte a la película Rocky.
El 1 de febrero de 1981 fue la sede del All-Star Game de la NBA, en el que se dieron cita 20 239 espectadores, y que acabó con victoria de la Conferencia Este.
El equipo de fútbol indoor Cleveland Force jugó en Richfield desde 1978 hasta 1988. A proncipios de la década de 1980, el equipo superó los 15 000 espectadores en numerosos partidos.

### Conciertos y espectáculos
A lo largo de su historia han sido numerosos los conciertos celebrados en sus instalaciones, destacando Bruce Springsteen y Rush, con 14 conciertos cada uno, Grateful Dead con 13, o Neil Diamond, Kiss y Aerosmith con 12, aunque también por su escenario han pasado gente como Rod Stewart, Genesis, Eric Clapton, Bob Dylan, The Rolling Stones o The Who, entre muchos otros.